# 205级潜艇

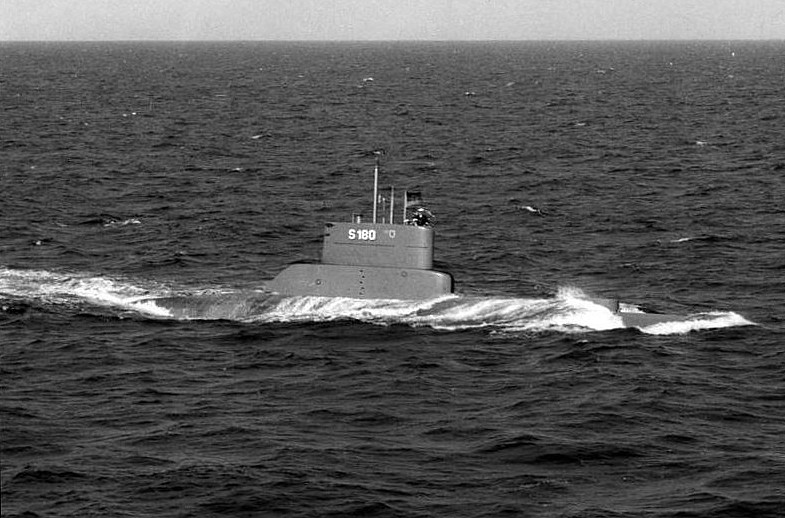
U-1 (S180)

205级潜艇是201级的加长艇体发展型号，是德国的一种专为了在波罗的海浅水活动，排水量偏小（500长吨）的柴电型攻击型潜艇。它是单耐压壳体，由于205的耐压壳用的耐压壳仍是201用的ST-52钢，没有低磁特性而易被探测。到206級才得以解决。205还成为为挪威海军设计的柯本级潜艇的蓝本。